# 笹岡郁未
笹岡 郁未（ささおか いくみ、2000年9月17日 - ）は、日本のタレント、グラビアアイドル。プラチナムプロダクションに所属していた。

## 経歴
- 2015年4月～2016年9月、2017年4月～2018年3月 SO.ON project FUKUOKA メンバー
- 2016年10月～2017年3月 Rev. from DVL next メンバー
- 2022年1月 ミスFLASH2022グランプリ[1]
- 「ウイニングイレブン」のゲーム実況で人気を博すユーチューバーとしての顔を持つ。
- 2024年5月現在、SNSの更新がストップしているため（X（旧Twitter）は2023年4月、Instagramは2023年1月でそれぞれストップ）、消息は不明となっている。

## 人物
愛媛県出身。血液型O型。
身長：161cm・B78・W62・H87 Cカップ
靴のサイズ：24cm
趣味：アイドル鑑賞 
特技：7か国語で「おなかすいた」が言える（日本、英語、韓国、中国、タガログ語、インドネシア語、イタリア語）、かえるのポーズの状態で両手で体を支えられる。